# Подгороднянская сельская община
Подгороднянская сельская община (укр. Підгороднянська сільська громада) — территориальная община в Тернопольском районе Тернопольской области Украины.
Административный центр — село Подгороднее.
Население составляет 7418 человек. Площадь — 123,47 км².
В соответствии с распоряжением Кабинета Министров Украины от 12 июня 2020 года, в состав общины вошла территория Должанского, Домаморицкого, Драгановского, Подгороднянского и Почапинского сельских советов Тернопольского района, а также Великоходачковского сельского совета упразднённого Козовского района.

## Населённые пункты
В состав общины входит 7 сёл:
- Подгороднее
- Великоходачковский старостинский округ:
  - Великий Ходачков
- Должанковский старостинский округ:
  - Должанка
- Домаморицкий старостинский округ:
  - Домаморич
- Драгановский старостинский округ:
  - Драгановка
- Забойковский старостинский округ:
  - Забойки
- Почапинский старостинский округ:
  - Почапинцы